# Народицкий, Илья Аронович
Илья Аронович Народицкий (5 января 1915, Гомель, Могилёвская губерния — 14 октября 1999, Омск) — советский и российский радиоконструктор, дважды лауреат Сталинской премии, награждён золотой медалью ВДНХ СССР, медалью «За доблестный труд в Великой Отечественной войне», «Почётный радист СССР». Один из создателей телевидения в Омске. В 2001 году на стене дома, где жил Народицкий, установлена мемориальная доска.

## Биография
С 1934 года работал радиомонтёром на заводе им. Козицкого в Ленинграде. В 1941 году вместе с заводом эвакуирован в Омск. В 1942 году в составе группы специалистов участвовал в разработке танковой радиостанции «10-РТ» и стал одним из организаторов её производства для армии. В 1943 году за создание радиостанции был награждён Сталинской премией.
В 1946 году разработал для сельского хозяйства радиостанцию «Урожай», обеспечивающую связь на расстоянии до 30 километров. В 1949 году за создание радиостанции был награждён второй Сталинской премией. Под его руководством были созданы командирская танковая радиостанция «Р-112», магистральный приемник «Амур-2», железнодорожная радиостанция «ЖР-3», портативный радиотелефон для геологов «Недра-1». Все эти изделия выпускались на Омском приборостроительном заводе им. Н. Г. Козицкого.
В 1954 году в составе группы радиолюбителей Илья Народицкий участвовал в создании любительского телецентра. На его основе был создан Омский областной радиотелецентр.
В 1958 году возглавил радиотехническую лабораторию в созданном на базе специального конструкторского бюро завода им. Н. Г. Козицкого НИИ средств связи. Институт занимался разработкой магистральных приёмников на полупроводниковых приборах. Первыми разработками института были магистральный приемник «Брусника-П» и прецизионный генератор опорных частот «Нарцисс».
В 1967 году в Польше за внедрение в производство новейшей радиоаппаратуры награждён медалью «Братство по оружию».
Умер 14 октября 1999 года. Похоронен на Ново-Еврейском кладбище Омска.